# Vendeuvre-du-Poitou

Vendeuvre-du-Poitou este o comună în departamentul Vienne, Franța. În 2009 avea o populație de 2,950 de locuitori.